# ГІФК (футбольний клуб)
Футбольний клуб ГІФК — професійний футбольний клуб з міста Гельсінкі, Фінляндія. Основна чоловіча команда грає в другій лізі Фінляндії (Юккенен).

## Історія
Клуб був створений 15 жовтня 1897 року Жоржем Дубітскі, 15-річним студентом школи Svenska Reallyceum в місті Гельсінкі. У ті роки клуб спеціалізувався на легкій атлетиці, футболі та хокеї. Футбольна секція була створена в 1907 році, тоді ж, що була заснована Футбольна асоціація Фінляндії. Перший футбольний матч провели 17 травня 1908 року. Новостворена команда поступилася команді «Унітас».
У ті далекі роки ГІФК посідав друге місце в Mestaruussarja (кубкове змагання) 5 разів: в 1909, 1912, 1928 і 1929 роках. В доповнення в 1912 році фінська Футбольна команда на Стокгольмській Олімпіаді складалася з гравців ГІФКу. 
Свій перший фінський чемпіонат (Mestaruussarja) ГІФК виграв в 1930 році. Згодом у 1931, 1933 і 1937 вони зробили це знову і фанати охрестили це десятиліття золотим для клубу. ГІФК також виграв Mestaruussarja в 1947, 1959 і 1961. У підсумку ГІФК перемагав у чемпіонаті Фінляндії 7 разів.
ГІФК був одним з найуспішніших футбольних клубів в Фінляндії до початку 1970-х років, коли команда вилетіла з Mestaruussarja (Фінська прем'єр-ліга). Після 1972 команда не вдалося повернутися в фінський вищий дивізіон. Команда навіть грала в Nelonen (Четвертий дивізіон) в 1980-83 і 2003-05 рр. 
Загалом з 1930 ГІФК зіграли 29 сезонів в Mestaruussarja (Вищий дивізіон), 18 сезонів у другому дивізіоні і 18 сезонів в третьому ешелоні. Їхній найкращий сезон в останні десятиліття - з 1999 по 2002, коли клуб грав в Юкконен.

## Європейські кампанії
ГІФК брав участь в Кубку Європи в 1960-1961 і 1962-1963 сезонів і грав в Кубку УЄФА в 1971-1972.
| Сезон   | Змагання                     | Раунд        | Країна   | Клуб             | Рахунок  |
| ------- | ---------------------------- | ------------ | -------- | ---------------- | -------- |
| 1960-61 | Кубок Європейських чемпіонів | Попер.раунд  | Швеція   | ІФК Мальме       | 1-3, 1-2 |
| 1961-63 | Кубок Європейських чемпіонів | Попер.раунд  | Австрія  | Аустрія (Відень) | 3-5, 0-2 |
| 1971-72 | Кубок УЄФА                   | Перший раунд | Норвегія | Русенборг        | 0-3, 0-1 |

## Досягнення клубу
- Чемпіонат Фінляндії (Mestaruussarja) - 1930, 1931, 1933, 1937, 1947, 1959, 1961 роки
- Участь в Єврокубках -  1960-61 і 1962–63
- Участь в Кубку УЄФА - 1971-72
- Рекорд відвідуваності: 8,485 чоловік (5 серпня 1970)

## Структура клубу
- Основна чоловіча команда - нині грають в другому дивізіоні фінського чемпіонату.
- 1 команда - змагаються в 4 дивізіоні
- 2 команда - змагається в Kutonen (6 дивізіон).

## Персонал
- Головний тренер — Яні Хонкаваара
- Тренер — Теему Канккунен
- Тренер голкіперів — Петрі Пухалто
- Фізіотерапевт — Масі Салмі
- Менеджер клубу — Паулі Суомінен
- Директор клубу — Іона Хаавісто
- Лікар — Аано Хаавісто